# De la capăt
A De la capăt (All Over Again) (magyarul: Elölről) a román Voltaj dala, mellyel Romániat képviselték a 2015-ös Eurovíziós Dalfesztiválon, Bécsben. A dal a TVR által szervezett nemzeti döntőben nyerte el az eurovíziós indulás jogát 2015. március 8-án.

## Háttér
A De la capăt (All Over Again) szövegét Goia, Constantin, Cristescu, Păduraru és Alstani szerezték, a zenét pedig az említettek mellett Monica-Ana Stevens és Andrei Mădalin Leonte jegyzik. Zeneileg a dal indie pop-rock és soft rock dalként írták le. Ez egy kiáltvány, amely felhívja a figyelmet azon gyerekekre, akiket a szülei elhagytak, hogy a jobb boldogulás reményében külföldön dolgozhassanak. A Voltaj már korábban is online kampányt indított román gyermekgondozó szervezetekkel együttműködve ugyanezen ügy támogatására.

## Eurovíziós Dalfesztivál
A dalt az Eurovíziós Dalfesztiválon először a május 19-i első elődöntőben adták elő, fellépési sorrendben tizenötödikként az Albániát képviselő Elhaida Dani I’m Alive című dala után, és a Grúziát képviselő Nina Sublatti Warrior című dala előtt. Az elődöntőből az ötödik helyen jutottak tovább a május 23-i döntőbe, ahol fellépési sorrendben huszadikként léptek fel a Lettországot képviselő Aminata Love Injected című dala után, és a Spanyolországot képviselő Edurne Amanecer című dala előtt. A pontozás során a tizenötödik helyen végeztek 35 ponttal (Moldovától maximális pontszámot kaptak).
A következő román induló Ovidiu Anton Moment of Silence című dala lett volna a 2016-os Eurovíziós Dalfesztiválon, viszont a TVR felhalmozott pénzügyi tartozása miatt kizárák az országot a versenyből, így Ilinca és Alex Florea Yodel It! című dala volt a következő a 2017-es Eurovíziós Dalfesztiválon.